# Fionna Campbell (personaje)
Fionna Campbell, también llamada Fionna la Humana, es un personaje ficticio de la franquicia Hora de Aventuras. Fue presentada por primera vez en el episodio de Hora de Aventuras "Fionna y Cake" como una versión genderbent del personaje principal del programa, Finn el Humano. Es la protagonista de la serie de Max Hora de Aventura: Fionna y Cake. El personaje tiene la voz de la actriz estadounidense Madeleine Martin.

## Creación y desarrollo

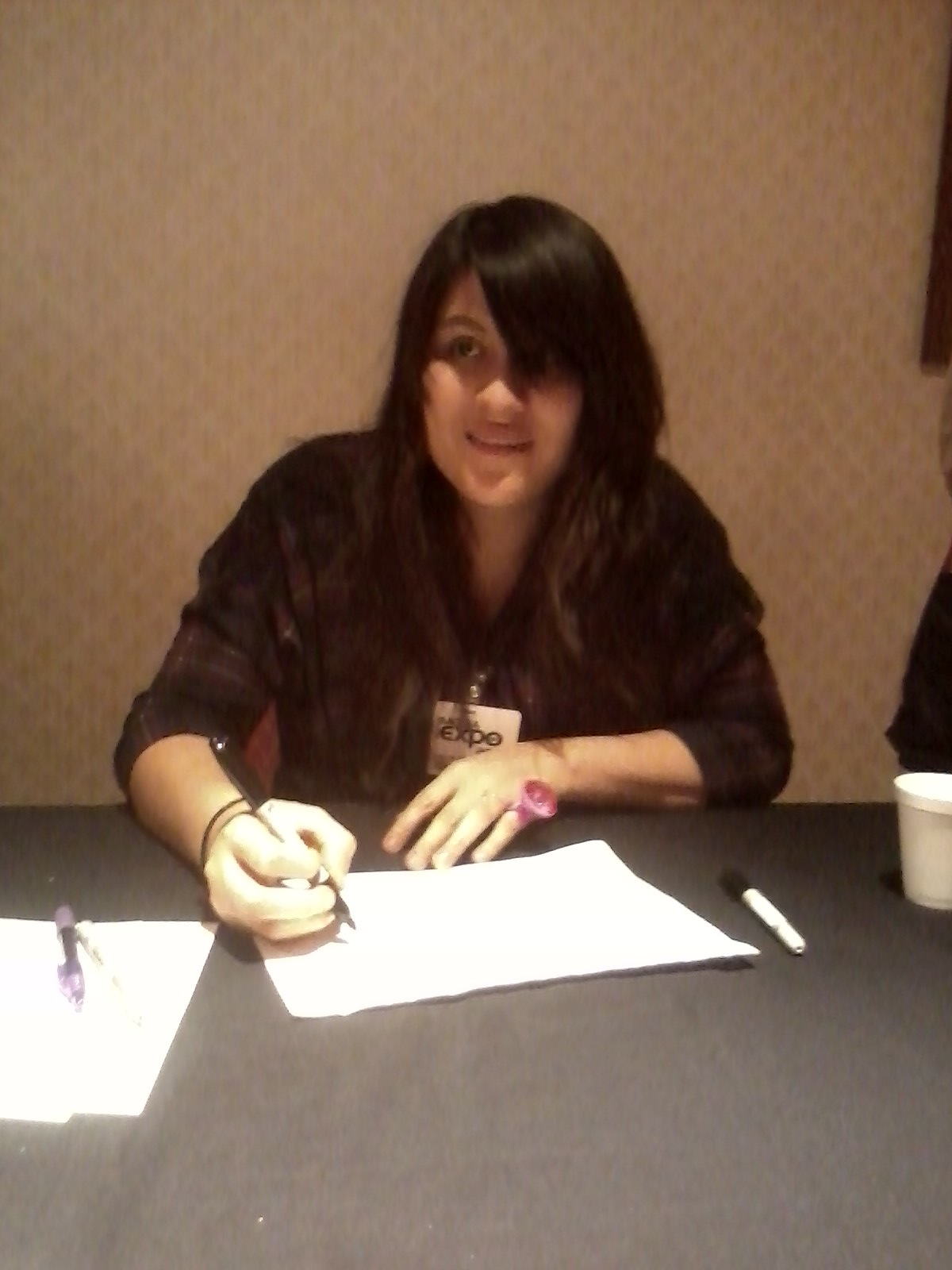
Natasha Allegri creó el personaje de Fionna (2014)

Fionna Campbell y Cake la Gata fueron creadas por la artista del guion gráfico de Hora de Aventura, Natasha Allegri, como fan art. Fionna Campbell fue creada originalmente como una versión genderbent de Finn el Humano, el protagonista de la serie Hora de Aventuras, mientras que Cake era una versión genderbent y especie intercambiada del hermano de Finn, Jake el Perro. En una entrevista con Comic Book Resources , Allegri declaró que diseñó los personajes por primera vez después de que alguien en un foro en línea le pidió que dibujara fan art de tipo genderbent (o cambio de género). 
Allegri compartió sus dibujos de los personajes en Tumblr, donde se volvieron populares entre los fanáticos,  y luego los envió a Frederator Studios, una de las productoras detrás de Hora de aventuras. Como resultado de los comentarios de los fanáticos, los personajes aparecieron en el episodio de Hora de Aventuras de la tercera temporada " Fionna and Cake ". Fionna tiene la voz de la actriz estadounidense Madeleine Martin. Posteriormente, el personaje apareció en otros episodios de la serie.
En agosto de 2021, se anunció que HBO Max había dado luz verde a una serie animada para jóvenes adultos centrada en los personajes de Fionna y Cake.  Al crear la serie Fionna y Cake, el showrunner Adam Muto declaró que quería centrarse en un personaje que fuera más normal que Finn, y escribió que Fionna fuera menos desinteresada que Finn y más una luchadora no calificada.

## Apariciones

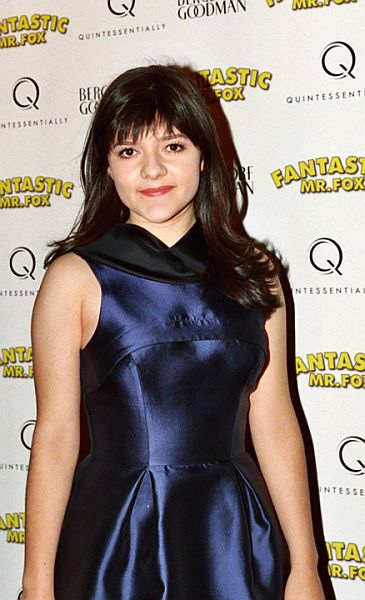
Fionna tiene la voz de Madeleine Martin.

### Tiempo de Aventura
Fionna apareció por primera vez en Hora de Aventuras en el episodio de la tercera temporada "Fionna and Cake".  Al final del episodio, se revela que Fionna y Cake son personajes dentro de un fanfiction escrito por Ice King. 
Fionna es la protagonista de Hora de aventuras: Fionna y Cake, con Madeleine Martin retomando su papel como personaje.  La serie se centra en la vida de Fionna en una versión alternativa del universo de Hora de Aventuras que no incluye magia. En ese universo, ella es una persona normal que trabaja en una serie de trabajos insatisfactorios y anhela vivir aventuras mágicas. Fionna tiene sueños extraños sobre un mundo mágico que cree que tiene un significado mayor.
Junto con su gato Cake, Fionna emerge de la cabeza de su creador Simon Petrikov, el ex Rey Helado, y se encuentran dentro del universo mágico de Ooo. Luego, el trío emprende aventuras a través del multiverso con la esperanza de recuperar la corona de hielo para que Simon vuelva a tener poderes mágicos y pueda restaurar la magia en su mundo. En la serie, se revela que Prismo el maestro de los deseos había creado un universo real y lo ocultó dentro de la mente del Rey Helado, razón por la cual la magia abandonó su mundo cuando la locura del Rey Helado se curó y se convirtió en Simon Petrikov.

### Historietas
Fionna también fue la protagonista de la miniserie de cómics de seis números Hora de Aventuras: Fionna y Cake que fue publicada por Boom! Estudios. 

## Características y personalidad
Fionna es una versión femenina de Finn el Humano y tiene muchos rasgos en común con él, ya que son a la vez duros y aventureros.  Ella es retratada como una adolescente en la serie Hora de Aventuras, mientras que Finn es un preadolescente. Al igual que Finn, Fionna experimenta deseos románticos complicados, aunque no se muestra que sufra tanto mal de amor o deseo no correspondido como Finn,  y afirma que no necesita una relación romántica para definirse a sí misma.  
En el spin-off de Fionna y Cake, Fionna es retratada como una adulta de unos 20 años, que pasa su tiempo realizando trabajos de baja categoría durante el día mientras sueña con aventuras mágicas por la noche. 

## Recepción

### Recepción de la crítica
La interpretación del personaje tanto en Hora de aventuras como en Hora de aventuras: Fionna y Cake ha sido elogiada por los críticos de televisión.

#### Hora de Aventuras
La introducción del personaje en la serie original Hora de Aventuras fue recibida positivamente por críticos y fanáticos.  El episodio debut de Fionna, "Fionna and Cake", recibió las calificaciones más altas del programa en ese momento. Richard Whittaker de The Austin Chronicle escribió positivamente sobre el personaje, escribiendo que la serie "[recreación de] el finlandés torpemente pubescente como la torpemente masculina Fionna aprovecha la universalidad del programa". 
En una reseña de la tercera temporada, Oliver Sava de The AV Club escribió que la presentación de Fionna y Cake era parte de una estrategia para atraer a las espectadoras, y calificó el episodio debut de Fionna como "el episodio más agresivo de la serie para niñas".  Sava le dio al episodio una crítica positiva, elogiando la interpretación de la interpretación vocal de Fionna y Martin, que describió como "una energía juvenil pero también un rasguño pubescente". 
En Heroes, Heroines, and Everything in Between: Challenging Gender and Sexuality Stereotypes in Children's Entertainment Media, los estudiosos de los medios Christopher J. Olson y Carrie-Lynn D. Reinhardt escriben que la interpretación de Fionna en Hora de aventuras subvierte las normas de género estereotipadas. 

#### Fionna y Cake
La interpretación del personaje en Hora de aventuras: Fionna y Cake fue bien recibida por los críticos, quienes elogiaron la evolución del personaje desde su debut original. Varios críticos notaron que el personaje se había vuelto mayor y más arraigado, lo que la hacía más identificable con los fanáticos de la serie que se habían convertido en adultos.   Gary Catig de AIPT escribió que el arco narrativo del personaje se centró en las luchas comunes a los adultos jóvenes, incluido el autodescubrimiento y el deseo de independencia. 
Chase Hutchinson de IGN describió la lucha de Fionna para llegar a fin de mes mientras soñaba con un mundo más mágico como "dolorosamente identificable".  En una reseña para Den of Geek, Rendy Jones también elogió las luchas identificables del personaje, escribiendo que ella y Cake "evolucionan más allá de sus arquetipos de cambio de género que alguna vez fueron comercializados y crecen como sus propios seres únicos". 
John Daniel Tangalin de The Cinema Spot elogió el personaje de Fionna, comparando su compleja relación con la memoria y los sueños con otros personajes de ficción como Dolores Abernathy de Westworld y Neo de The Matrix. 

### Fandom
Desde su debut, el personaje ha sido popular entre los fanáticos de la franquicia y con frecuencia es interpretado por cosplayers y fanáticos artistas. En 2013, Sava señaló que Fionna se había convertido en uno de "los personajes más queridos del programa" a pesar de haber aparecido solo en un episodio hasta la fecha.  Chris Sims de ComicsAlliance comparó la popularidad del personaje en las convenciones de fans con la de Ramona Flowers de Scott Pilgrim.